# Moj Isus
 "Moj Isus" (eng. "Shout to the Lord") kršćanski je himan koji je 1993. napisala australska pjevačica i tekstopisac Darlene Zschech, a koji je objavila izdavačka kuća Hillsong Music Australia.
Pjesmu je obradilo puno izvođača i sastava suvremene kršćanske glazbe među kojima se uključuju Kevin Jonas/Christ for the Nations, Carman, Don Moen, Rich Mullins, Matt Redman, Michael W. Smith, John Tesh i Diante do Trono. Pjesmu je na hrvatski jezik preveo Boris Havel.
Pjesmu su također obradili neki domaći izvođači i sastavi:
- Aledory
- Bend Mir (solo: Ana Androić)[1]
- Božja slava bend
- Dobri Pastir
- Emanuel
- The Messengers (solo: Diana Krčmar)[2] i dr.

## Tekst
| Engleski izvornik | Hrvatski prijevod |
| --- | --- |
| My Jesus, My Savior Lord there is none like You All of my days, I want to praise The wonders of Your mighty love My Comfort, My Shelter Tower of refuge and strength Let every breath, all that I am Never cease to worship You Shout to the Lord, all the earth Let us sing. Power and majesty, praise to the King. Mountains bow down and the seas will roar At the sound of Your name I sing for joy at the work of Your hands Forever I'll love you, forever I'll stand Nothing compares to the promise I have in You! | Moj Isus, moj Gospod, ne postoji nitko k’o Ti Ti si moj Bog, slavim te sad Zbog svega što si učinio Ti. Moj zaklon i snaga, k Tebi se utječem Nek svaki dan i svaki sat bude pjesma slavljenja. Podigni glas svoj i slavi ga sad, Zemlja nek cijela slavu mu da. Mora nek huče, svi poklone se Na zvuk imena Tvog. Svim svojim srcem slavim Te ja, Radost sva moja si zauvijek Ti. Ništa me neće od Tebe odvojiti |

## Vanjske poveznice
- Izvorni (cijeli) tekst pjesme[neaktivna poveznica] (engleski)
- Tekst pjesme (PDF notni zapis + MIDI)[neaktivna poveznica] (hrvatski)
- Tekst pjesme na engleskom jeziku  Arhivirana inačica izvorne stranice od 4. ožujka 2016. (Wayback Machine) (engleski) (hrvatski)